# Иехуда, Цви
Цви Иехуда (ивр. צבי יהודה‎; 15 августа 1887, Умань, Киевская губерния — 13 сентября 1964, Израиль) — сионистский активист, общественный и политический деятель. Депутат кнессета 1-го созыва от партии МАПАЙ.

## Биография
Родился в 1887 году в Умани, Киевская губерния (ныне Украина) в семье Ицхака-Айзика Зальцмана и его жены Зельды. Обучался в начальной школе, а затем экстерном сдал экзамены средней школы. С юности был участником сионистского движения, организовывал в Умани сионистский молодёжные организации «Дегель Цион» и «Цаирей цион», а позже возглавлял «Цаирей цион» в Умани.
В 1908 году перебрался в Османскую Палестину, работал рабочим в Иудее, участвовал в посадках растений в Лесу имени Герцля в Бен-Шемене. Был одним из основателей кибуца Кинерет в 1908 году и кибуца Дгания в 1912 году, а позже основателем мошава Нахалаль. Был одним из основателей партии «ха-Поэль ха-цаир» и активным участником мошавного движения, член секретариата «Тнуат ха-мошавим», а также руководитель организации «Керен ха-мошавим». Был участником сионистских конгрессов.
Направлялся Гистадрутом в США для создания организации «Херут» в этой стране, а также основал там партию «ха-Поэль ха-цаир— Цаирей Цион». В 1949 году избран депутатом кнессета 1-го созыва от партии МАПАЙ, работал в комиссии по экономике, комиссии по делам Кнессета и комиссии по труду.
В 1923 году женился на Надие Антоновой, детей у пары не было.
Умер 3 октября 1965 года.